# Константинов, Алексей Дмитриевич
Алексе́й Дми́триевич Константи́нов (6 февраля 1964, Ереван — 30 декабря 2020, с. Нерль, Калязинский район, Тверская область) — российский политический и государственный деятель, председатель Ярославской областной Думы (2018—2020).

## Биография
Алексей Константинов родился в городе Ереване в семье военнослужащих 6 февраля 1964 года.
Окончив Московское высшее общевойсковое командное училище им. Верховного Совета РСФСР в 1985 году, получил квалификацию «инженер по эксплуатации колёсных и гусеничных машин», затем с золотой медалью в 1996 году окончил Военную академию имени М. В. Фрунзе. Обучался также по программе дополнительного высшего образования в Российской академии народного хозяйства и государственной службы при Президенте Российской Федерации.
До 2001 года проходил службу в Вооружённых силах СССР и Российской Федерации. Служил на различных командных должностях в Федеральной службе охраны Российской Федерации.
Уволившись в запас, работал на руководящих должностях в государственных и коммерческих организациях. В 2001 году работал советником генерального директора ФГУП «Нацрыбресурс». С 2002 по 2004 год назначен и исполнял обязанности генеральным директора ООО «Октавиум». После перешёл работать на должность начальника управления обеспечения производственной деятельности ОАО «Инжиниринговая нефтегазовая компания „Всероссийский научно-исследовательский институт по строительству и эксплуатации трубопроводов, объектов ТЭК“». С 2012 по 2015 год работал в должности генерального директора ООО «Энергоинновация», в 2015 году переведён на работу советником генерального директора ЗАО «Институт „Оргэнергострой“».
С июня 2017 года и по сентябрь 2018 года руководил Ростовским муниципальным районом Ярославской области.
В 2018 году на выборах депутатов Ярославской областной Думы по Ростовскому одномандатному округу № 18 одержал победу. 25 сентября 2018 года на первом заседании Думы седьмого созыва был избран председателем законодательного органа власти Ярославской области.
Член политической партии «Единая Россия». В январе 2019 года избран секретарём Ярославского регионального отделения.
Погиб в ДТП на автодороге Калязин — Сергиев Посад возле села Нерль 30 декабря 2020 года.
2 января 2021 года в Успенском соборе Ярославля прошла церемония прощания с Константиновым. Похоронен 3 января 2021 года в Кимрах.

## Семья
Был женат, воспитывал сына.

## Награды и звания
Награждён:
- Медаль «За отличие в военной службе» (Минобороны) I степени,
- Медаль «За безупречную службу» II степени,
- Медаль «За безупречную службу» III степени,
- медали